# 상크타카리스
상크타카리스(학명: Sanctacaris uncata 상크타카리스 운카타[*])는 캐나다 브리티시 컬럼비아에 있는 버지스 셰일에서 발견된 캄브리아기 중기의 절지동물이다. 검미목, 거미목, 전갈이 속해 있는 협각류의 줄기군으로 매우 취급하지만, 후속 계통 연구에서는 이 판정을 항상 지지하지는 않는다. 이후 관찰에서 하벨리아가 상크타카리스와 근연인 초기 협각류로 다시 인정을 받은 것과 함께 협각류의 특성에 대한 지지가 다시 힘을 얻고 있다. 위상고카리스 및 우타카리스와 함께 상크타카리스과의 일원으로 속해 있다.

## 특징
상크타카리스의 표본을 기준으로 볼 때 몸길이는 46~93cm에 달한다. 머리에는 움켜쥘 수 있는 다리 다섯 쌍이 달리며 그 뒤로 여섯 번째 다리 쌍이 달린다. 이 다리들은 각각 더듬이 모양의 외지가 달린다. 몸은 11마디로, 꼬리를 제외하고 몸마디에 이분지가 한 쌍씩 달리는데, 이분지는 지느러미 모양의 외지와 다리 형태의 내지로 이루어진다. 꼬리는 넓고 노 모양이다.
대부분의 버지스 셰일에서 발굴된 화석생물들과는 달리 상크타카리스는 월컷의 1909년 채석장에서는 발견이 되지 않았으며 1980~1981년 사이 데스먼드 컬린스(Desmond Collins)가 다른 층에서 발굴했다.

## 어원
속명 상크타카리스(Sanctacaris)는 '신성하다'는 뜻의 라틴어 sanctus(상크투스)와 '새우', '게'를 뜻하는 caris(카리스)의 합성어이다. 종소명 운카타(uncata)는 라틴어로 '발톱'을 뜻하는데, 이는 상크타카리스의 머리에 달린 발톱 모양의 다리에서 착안해 명명한 것이다. '신성한 발톱'(saint claws)이라는 별칭은 산타클로스를 비틀어서 만든 이름인데, 이는 상크타카리스에서 따온 현지 이름이다.

## 생태
위상고카리스의 위장에 삼엽충의 파편이 발견된 사실과 함께, 강건한 악기는 상크타카리스가 단단한 껍데기를 두른 생물을 잡아먹는 각식성(durophagous)었을 것으로 추정하는 방향으로 이끌었다.

## 같이 보기
- 버지스 셰일

### 내용주
1. ↑  현생 협각류의 더듬이다리 및 걷는다리와 대응한다.
2. ↑  투구게의 아랫입술 역할을 하는 기관에 대응한다.

### 참고주
1. ↑  Budd GE, Jensen S (May 2000). “A critical reappraisal of the fossil record of the bilaterian phyla”. 《Biological Reviews of the Cambridge Philosophical Society》 75 (2): 253–95. doi:10.1017/s000632310000548x. PMID 10881389.
2. 1 2 3 4  Aria C, Caron JB (December 2017). “Mandibulate convergence in an armoured Cambrian stem chelicerate”. 《BMC Evolutionary Biology》 17 (1): 261. doi:10.1186/s12862-017-1088-7. PMC 5738823. PMID 29262772.
3. 1 2  Legg DA (December 2014). “Sanctacaris uncata: the oldest chelicerate (Arthropoda)”. 《Die Naturwissenschaften》 101 (12): 1065–73. Bibcode:2014NW....101.1065L. doi:10.1007/s00114-014-1245-4. PMID 25296691. S2CID 253637303.
4. 1 2 3 4 5 6  Briggs DE, Collins D (August 1988). “A Middle Cambrian chelicerate from Mount Stephen, British Columbia” (PDF). 《Palaeontology》 31 (3): 779–798. 2010년 4월 4일에 확인함.
5. 1 2  Briggs DE, Erwin DH, Collier FJ (1995). 《Fossils of the Burgess Shale》. Washington: Smithsonian Institution Press. ISBN 1-56098-659-X. OCLC 231793738.